# Georgi Rakowski

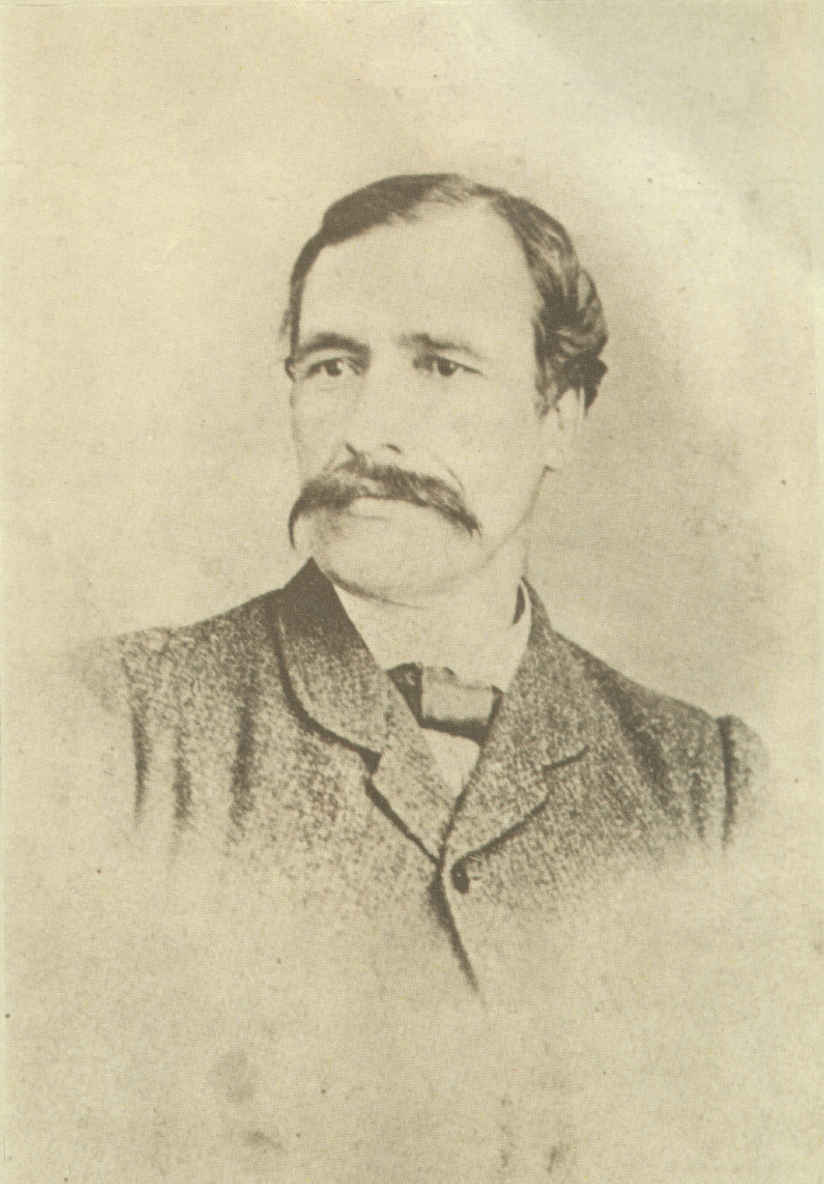
Georgi Sawa Rakowski

Georgi Stojkow Rakowski, bulgarisch Георги Стойков Раковски, geboren als Sabi Stojkow Popowitsch (Съби Стойков Попович), bekannt als Georgi Sawa Rakowski (Георги Сава Раковски) (* 1821 in Kotel; † 9. Oktoberjul. / 21. Oktober 1867greg. in Bukarest, Rumänien) war ein bulgarischer Revolutionär, Ideologe, Politiker, Schriftsteller, Aufklärer und Aktivist der Bulgarischen Nationalen Wiedergeburt. Er trug als erster die Idee der politischen Befreiung aus dem Volke heraus in die bulgarische Emigration nach Russland, Rumänien und ins Fürstentum Serbien, wie auch persönlich ins Volk in Bulgarien. Georgi Sawa Rakowski war der Gründer des organisierten bulgarischen Freiheitskampfes gegen die osmanisch-türkischen Fremdherrscher. Er war enger Freund von Gawril Krastewitsch und Nikola Bogoridi. Die Stadt Rakowski wurde nach ihm benannt.

„Vaters Haus sollst du nie vergessen, alte Bräuche sollst du nie verachten“

## Jugend und revolutionäre Anfänge

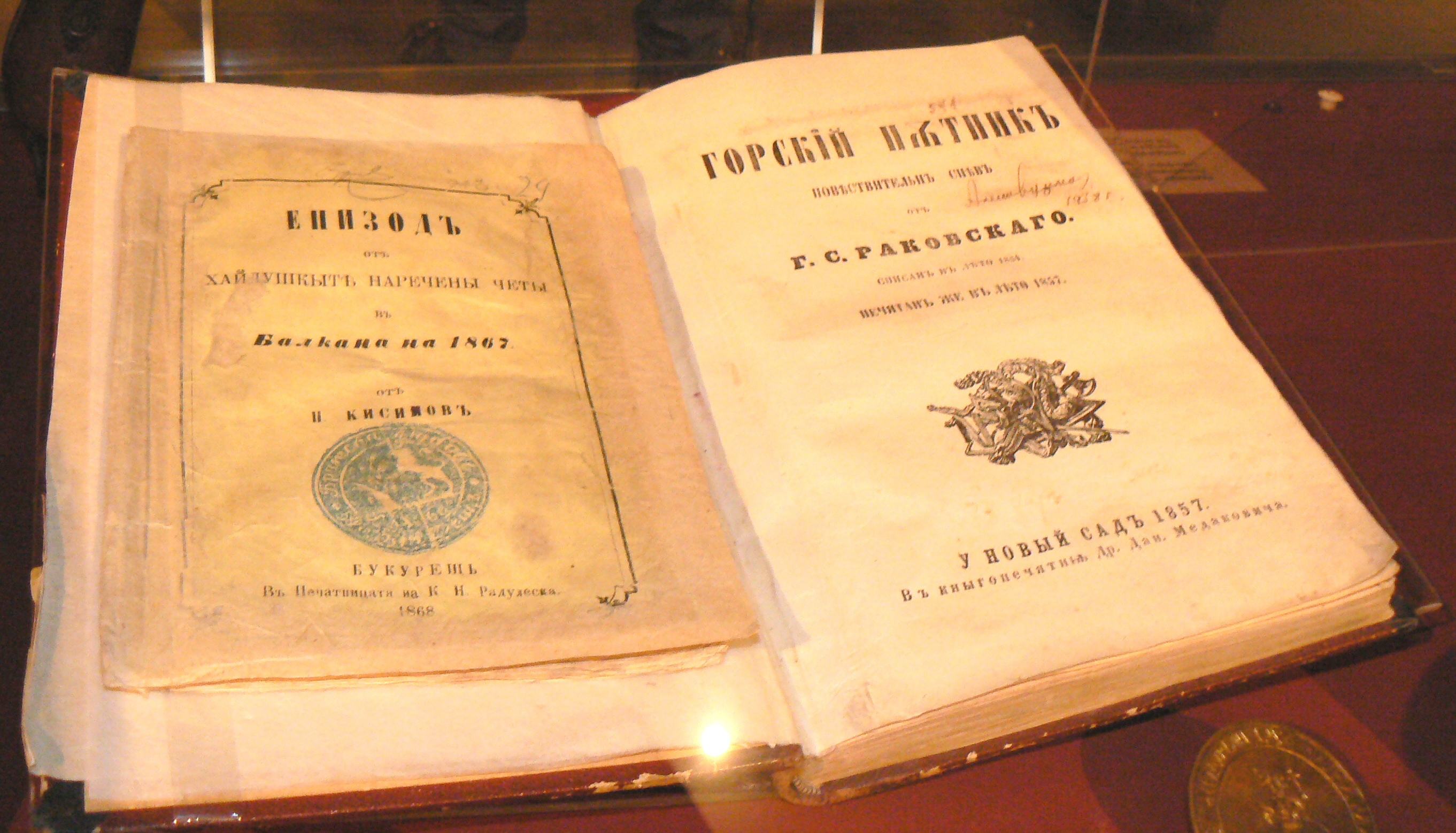
Exemplar vom Poem Der Wald-Wanderer im Nationalmuseum in Sofia

Georgi Stojkow Rakowski wurde 1821 in der im Balkangebirge gelegenen Stadt Kotel in einer vermögenden, freiheitsliebenden und stolzen Kaufmannsfamilie geboren. Einer seiner Onkel mütterlicherseits, Georgi Mamartschew, war ein Organisator eines misslungenen Aufstandes in Tarnowo und Träger des russischen Georgskreuzes für Tapferkeit im Russisch-Türkischen Krieg (1828–1829). Während des Krieges gelang Mamartschew im Juli 1829 als Kapitän des bulgarischen Freiwilligenkorps in der russischen Armee die Befreiung Kotels.
Nach dem Abschluss der griechischen Elementarschule in Kotel (die auch schon von anderen bekannten Bulgaren wie Stefan Bogoridi, Sophronius von Wraza, Gawril Krastewitsch oder Petar Beron besucht worden war), schickte ihn sein Vater nach Karlowo. Dort erweiterte er seine Schulausbildung bei Rajno Popowitsch und ab 1837 im griechischen Gymnasium in Kuruçeşme (nahe dem heutigen Istanbul, damals Konstantinopel). Hier erlernte Rakowski die klassischen Sprachen Latein und Griechisch sowie Französisch, Arabisch und Persisch. Inhaltlich wandte sich Rakowski den humanistischen Wissenschaften zu. Wegen seiner guten Schulnoten erhielt er ein Stipendium, das von bulgarischen Kaufleuten (u. a. Stefan Bogoridi) in Istanbul an besonders begabte Bulgaren verliehen wurde. Aus dieser Zeit stammen seine Freundschaften mit Gawril Krastewitsch, Iwan Bogorow, die Familie Bogoridi sowie weiteren vornehmen bulgarischen und griechischen Familien, die ihm später oft das Leben retteten. Gleichzeitig knüpfte er erste Kontakte mit den Kämpfern für eine unabhängige bulgarische Kirche, wie etwa mit Neofit Bozweli und Ilarion Makariopolski.
Im Jahr 1841 übersiedelte Rakowski nach Athen. Dort angekommen, gründete er mit Ilarion Makariopolski und weiteren Griechen und Bulgaren die geheime Makedonische Gesellschaft (bulg. „Македонско дружество“) mit dem Ziel, Thessalien und Makedonien und ferner ganz Bulgarien durch einen Aufstand zu befreien. Im selben Jahr reiste er unter dem Namen Georgi Makedon nach Brăila, nachdem er erfahren hatte, dass Bulgaren und Griechen dort einen Aufstand organisierten, der im Februar 1842 ausbrach. Der Aufstand wurde niedergeschlagen, Rakowski blieb jedoch in Brăila, unterrichtete hier Altgriechisch und Französisch und arbeitete gleichzeitig aus dem Untergrund mit Unterstützung der bulgarischen Exilgemeinschaft an der Befreiung Bulgariens. Wegen seiner Agitationsarbeit wurde er von der rumänischen Geheimpolizei gesucht. Um einer Verhaftung zuvorzukommen, suchte er die Hilfe des dortigen russischen Konsuls, der ihn aber den rumänischen Behörden übergab. Am 14. Juli 1848 wurde Georgi Rakowski durch ein rumänisches Gericht zum Tode verurteilt. Da er aber inzwischen griechischer Staatsbürger war, griff der griechische Konsul ein und garantierte vor den rumänischen Behörden seine Verlegung in ein Gefängnis in Athen. Stattdessen schickte ihn der griechischen Botschafter von Konstantinopel, mit dem Rakowski gut befreundet war, heimlich nach Frankreich.
Rakowski gelangte auf diese Weise für rund 18 Monate nach Marseille. Hier befasste er sich intensiv mit den Ideen der Französischen Revolution. Zusätzlich zur Sprache, der er schon mächtig war, las er die Werke von Maximilien de Robespierre, Georges Danton, Jean-Jacques Rousseau und Giuseppe Garibaldi und galt ab diesem Moment als großer Bewunderer der Französischen Republik und der Idee der Veränderung durch das Volk. Der griechische Botschafter hatte ihm die Unterstützung für ein Studium in Paris zugesagt, was schließlich nicht gelang. Deshalb kehrte Rakowski in seine Heimatstadt Kotel zurück, wo er sich dem Kampf gegen die Fremdherrscher anschloss.
Da er von den türkischen Behörden gesucht wurde, änderte er seinen Namen von Sabi Stojkow Popowitsch in Georgi Sawa Rakowski. Zusammen mit anderen Sympathisanten aus seiner Heimatstadt, vor allem Handwerkern aus den unterschiedlichen Zünften, die gegen die Großhändler und Grundbesitzer um mehr Rechte kämpften, setzte er seinen Befreiungsweg fort. Die Händler, die den Status quo und ihre Privilegien behalten wollten, verrieten Rakowski und weitere seiner Mitgefährten an die türkischen Machthaber. Sie wurden festgenommen und in Ketten gelegt. Nach Konstantinopel gebracht, wurde jeder von ihnen zu sieben Jahren Gefängnis mit hartem Regime verurteilt. Rakowski erwirkte über die Beziehungen zu griechischen und bulgarischen Phanarioten in Konstantinopel wenig später seine Freilassung. Die schlimme Zeit, die er im Gefängnis verbrachte, beschrieb er später in seinen Erinnerungen „Unschuldiger Bulgare“ (bulg. „Неповинен българин“). Nach seiner Entlassung arbeitete Rakowski als Rechtsanwalt und Kaufmann in Konstantinopel, wo er gemeinsam mit anderen Bulgaren wie Gawril Krastewitsch, Bozweli, Makariopolski und den Bogoridis am Kampf für eine unabhängige bulgarische Kirche teilnahm. Zu diesem Zweck verfasste er auch seine ersten literarischen Werke.
Während des Russisch-Türkischen Krimkriegs (1853–1856) arbeitete Rakowski als Übersetzer bei der türkischen Armee in deren Stabsquartier in Schumen. In dieser Zeit baute er die „Geheime Gesellschaft“ auf, die wichtige Informationen aus dem türkischen Stabsquartier sammeln und sie den Russen übermitteln sollte. Später wurde er gefasst, verurteilt und zum Absitzen seiner Strafe nach Konstantinopel geschickt. Auf dem Weg dorthin konnte er jedoch fliehen. Ende 1853, Anfang 1854 organisierte er eine Tscheta, überquerte das Balkangebirge, sabotierte den türkischen Nachschub und versuchte die bulgarische Bevölkerung für einen Aufstand zu gewinnen, der sich mit den russischen Truppen vereinigen sollte. Seit dieser Zeit führte er ein detailliertes Tagebuch.
Nachdem der Russisch-Türkische Krieg sich 1854/55 auf der Krim konzentrierte, löste Rakowski die Tscheta auf und kehrte nach Kotel zurück. Während er sich fast vier Monate zu Hause vor den Polizeispitzeln versteckt hielt, skizzierte er die ersten Teile seiner Erinnerungen Unschuldiger Bulgare und das Projekt Wald-Wanderer (bulg. „Горски Пътник“).
Im Jahr 1855 verließ Georgi Rakowski erneut Kotel. Er zog nach Swischtow, wo er sein erstes Gedicht Bulgarisches (Marsch) Handeln (bulg. „Постъп (марш) българский“) schrieb. Noch im selben Jahre setzte er sich über Bukarest nach Österreich-Ungarn ab. In Novi Sad angekommen, veröffentlichte er mit der Hilfe von Danilo Medakovic von Juli bis Oktober 1857 die Zeitung Bulgarisches Tageblatt (bulg. „Българска дневница“), mit der er den bulgarischen revolutionären Journalismus ebnete. Ab Oktober 1857 gab er die Zeitschrift Vorbote des Wald-Wanderers (bulg. „Предвестник горского пътника“) heraus, vollendete und publizierte das Poem Der Wald-Wanderer, studierte bulgarische Geschichte und gründete die Bulgarische Literarische Gemeinschaft. Wegen seiner revolutionären Vergangenheit und Tätigkeit trachteten die osmanischen Behörden nach wie vor, ihn zu verhaften und auszuweisen. Dank seiner griechischen Staatsangehörigkeit konnte Rakowski erneut untertauchen und das Land verlassen. Er zog über Galați in das Fürstentum Moldau, wo er in Iași am Hof des bulgarisch-osmanischen Fürsten Nikola Bogoridi (1857–1858) Schutz genoss. In dieser Zeit setzte sich Rakowski bei Bogoridi für die Gründung einer bulgarischen Schule in Bolhrad ein, die heute seinem Namen trägt. 1858 ging er nach Odessa, wo eine große bulgarische Exilgemeinde lebte und er wurde Lehrer am bulgarischen Priesterseminar dort. Wegen der russischen Zensur konnte er in Odessa nur den Aufsatz Zeigefinger … (bulg. „Показалец…“) veröffentlichen.

## Bulgarische Legion

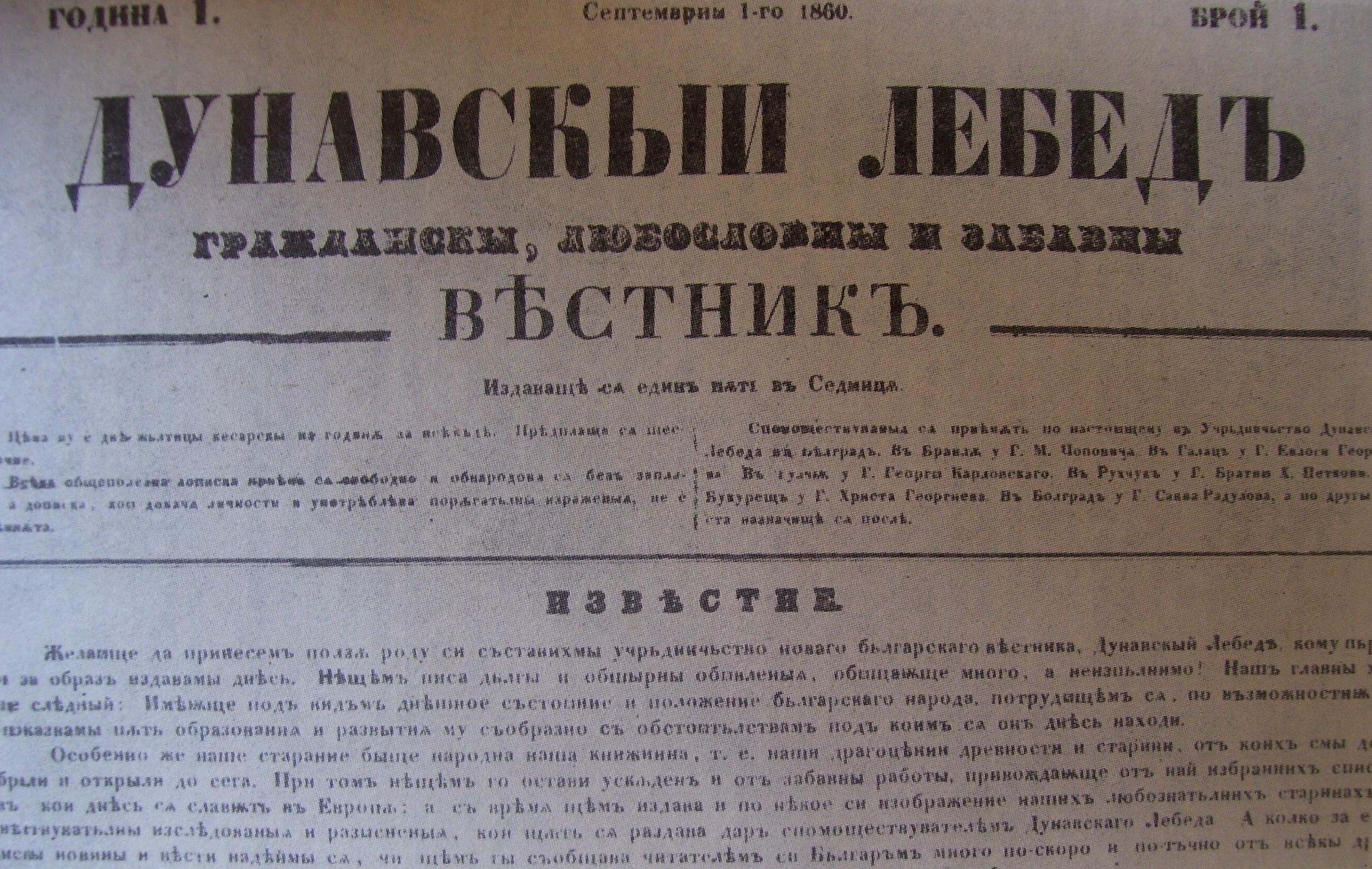
Erste Ausgabe der Zeitung Donau-Schwan

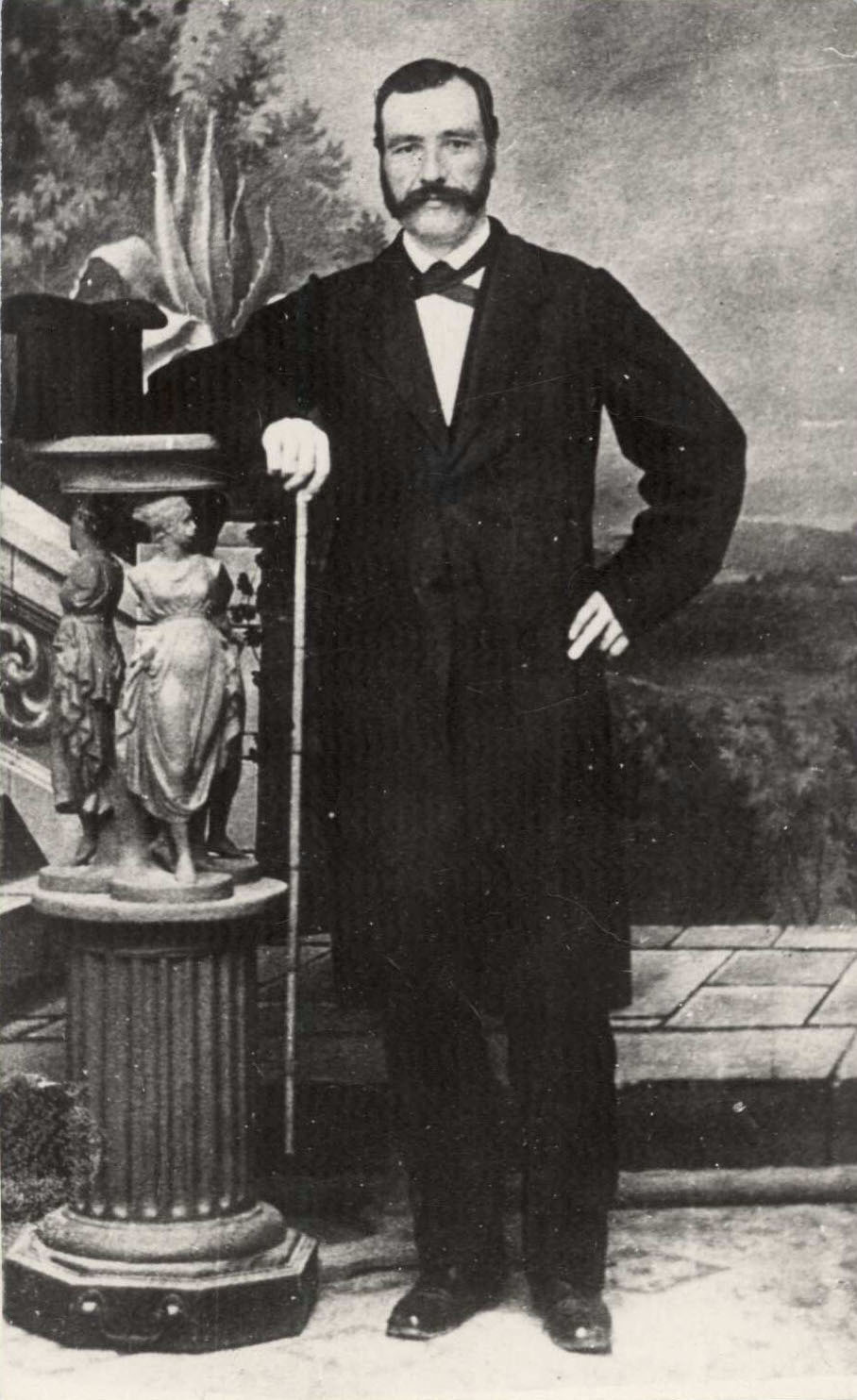
Rakowski 1863 in Athen

Ab 1860 wohnte Rakowski in Belgrad. Dort gab er die Zeitung Donau-Schwan (bulg. „Дунавски лебед“/Dunawski Lebed) heraus. Ab der 16. Ausgabe veröffentlichte er das Blatt auf Französisch. Gleichzeitig verfasste er einen Plan für die Befreiung Bulgariens und die Satzung seiner Bulgarische Vormundschaft in Belgrad. 1862 gründete er, nach Absprache mit der serbischen Regierung, die Erste Bulgarische Legion (bulg. Първа българска легия), die das Ziel verfolgte, junge Männer militärisch auszubilden und bei Gelegenheit (Aufstand) in Bulgarien von Serbien aus über das Balkangebirge hinaus einzugreifen. Aus Bulgarien meldeten sich über 600 Freiwillige, darunter Freiheitskämpfer wie Wasil Lewski, Stefan Karadscha und Kliment Turnowski.
Als am 3. Juli 1862 in Belgrad Kämpfe zwischen den Serben und der osmanischen Garnison in der Festung Kalemegdan ausbrachen, griff die Legion auf der Seite der Serben ein. Die Kämpfe führten jedoch nicht zu einem Krieg, weshalb sich die serbische Regierung durch türkischen Druck gezwungen sah, die Legion aufzulösen. Dennoch war sie die erste Möglichkeit, in der junge bulgarischer Freiheitskämpfer Kampferfahrung und Ideen sammelten, Netzwerke gründeten, die ihnen später im Befreiungskampf von Nutzen waren.
Die visionären Ideen Rakowskis brachten ihm viel Anerkennung. Nach dem fehlgeschlagenen Versuch, Bulgarien durch eine aus Serbien organisierte Armee (Legion) zu befreien, verfolgte er die Gründung eines christlich-orthodoxen Bündnisses zwischen den Balkanvölkern gegen das Osmanische Reich. Zu diesem Zweck bereiste er 1863 Athen, Cetinje und Bukarest, wo er sich mit führenden Staatsmännern, einflussreichen Persönlichkeiten und Freiheitskämpfern traf. Im folgenden Jahr ließ sich Rakowski in Bukarest nieder und veröffentlichte in bulgarischer und rumänischer Sprache die Zeitung Zukunft (bulg. Бъдущност), in der er das Ziel der Bildung eines bulgarisch-rumänischen Bündnisses darlegte. Ab 1864 gab er die Zeitung Verteidiger (bulg. Бранител) heraus, in der Tipps für die Freiheitskämpfer, die Tscheti (Singular Tscheta), enthalten waren. Die Tscheta (bulg. чета) kämpfte in kleinen beweglichen Einheiten, Freiwillige, die sich zusammen taten und die osmanisch-türkische Macht bekämpften. Die Mitglieder unterstanden einem Wojwoda. Ihre Kampfhandlungen dienten ursprünglich der Verteidigung von Dörfern und Feldern. Sie traten meist in Gebirgsregionen auf, oder wurden vom Ausland organisiert, meist in Rumänien und überquerten heimlich die Grenze.
Im Jahr 1866 gründete Rakowski in Bukarest das Bulgarische Revolutionäre Zentrale Komitee, kurz BRZK (bulg. Български революционен централен комитет), die Vorgängerorganisation der Bulgarischen Revolutionären Organisation, auch als Innere Revolutionäre Organisation bekannt. Das Komitee sollte einen größeren Aufstand vorbereiten und die Ausbildung von Freiwilligen übernehmen.

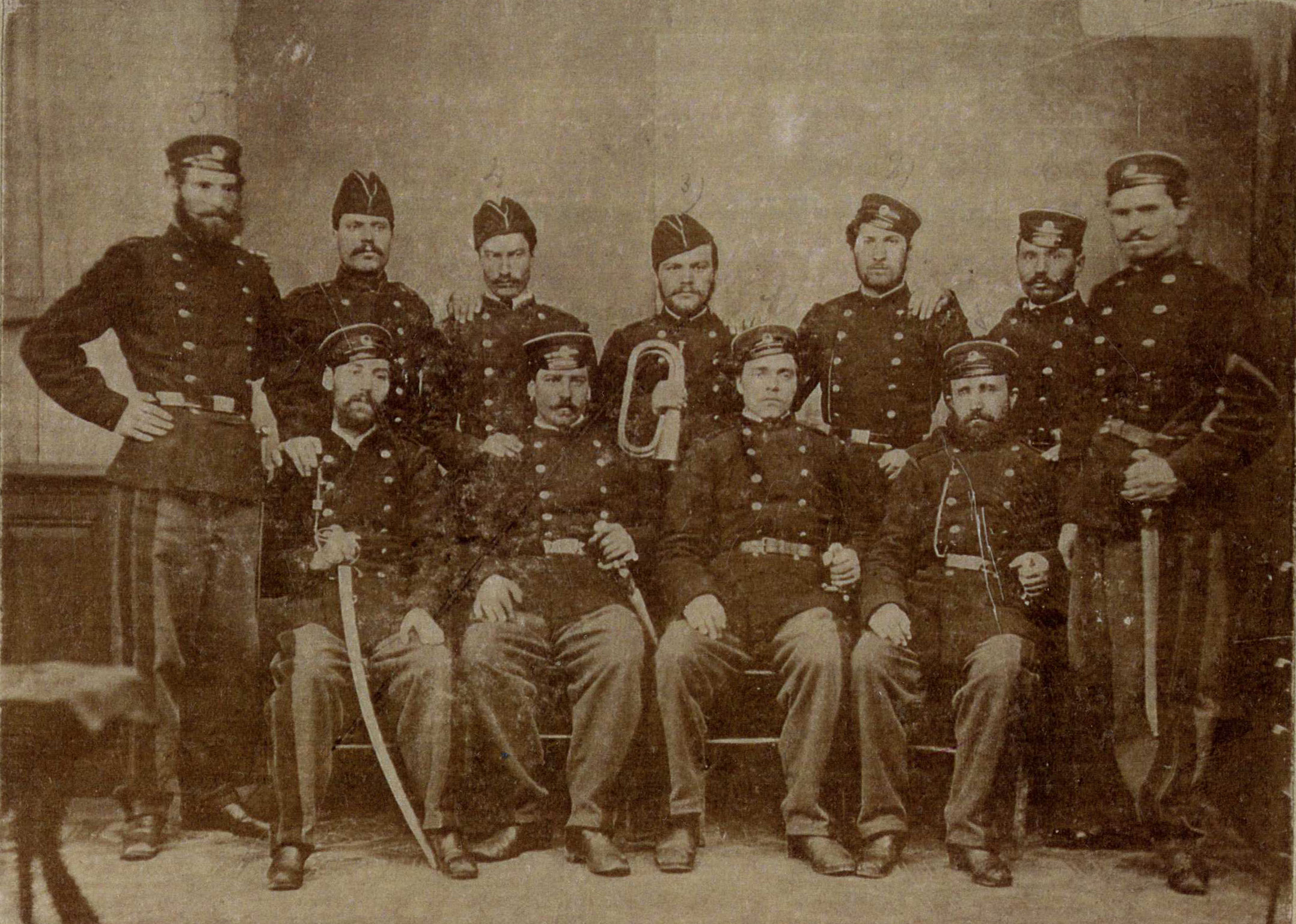
Teil der Soldaten der Zweiten Bulgarischen Legion

Zu diesem Zweck kehrte Rakowski 1867 nach Belgrad zurück und gründete die Zweite Bulgarische Legion. Er nahm an den Vorbereitungen für einen geplanten Großaufstand im Jahre 1867 teil. In diesem Zusammenhang schrieb er das Vorübergehende Gesetz der Tschetas für den Sommer 1867. Zusätzlich publizierte er revolutionäre Schriften, Artikel in Zeitungen und schrieb seine Autobiographie.
Am 9. Oktober 1867 starb er in Bukarest an Tuberkulose.

## Rezeption und Ehrungen
Rakowski war der erste Ideologe und Organisator einer gesamten bulgarischen nationalen Freiheitsbewegung und deren Führer in den ersten zehn Jahren. Noch als Schüler in Konstantinopel verstand er die Bedeutung der bulgarischen Geschichte im Prozess der Bildung und Festigung des bulgarischen nationalen Bewusstseins. Diese Thematik findet sich auch in seinen Werken.
In einigen bulgarischen Städten setzte man dem Kämpfer für die nationale Wiedergeburt Denkmäler. So finden sich in Warna und in Widin am Donauufer je eine Büste mit seinem Namen, den Lebensdaten und dem Hinweis Freiheitskämpfer. Sogar in Indien (Delhi) steht ein Rakowski-Denkmal und eine Schule trägt seinen Namen. Diese wurde von der bulgarischen Parlamentspräsidentin Zezka Zatschewa im November 2011 besucht. Im Jahr 1966 wurde aus drei Dörfern eine Stadt gegründet, die den Namen Rakowski erhielt. 2016 wurde ein Asteroid nach ihm benannt: (432361) Rakovski. Zudem ist er seit 2005 Namensgeber für den Rakowski-Nunatak auf der Livingston-Insel in der Antarktis.
Nach ihm ist eine Militärakademie in Sofia benannt.

## Schriften (Auswahl)
Die Zeit zwischen 1854 und 1860 nutzte Rakowski für seine literarische Tätigkeit. Er schrieb Artikel in bulgarischen Exilzeitschriften und sein Hauptwerk, das Poem Der Wald-Wanderer, das 1857 veröffentlicht wurde. Darin beschreibt er das Leben der bulgarischen Freiheitskämpfer (Heiducken) und ihre Geschichten über den Kampf mit den Unterdrückern. Das Poem gilt im 21. Jahrhundert als das erste revolutionäre epische Poem der neuen bulgarischen Literatur. 1862 druckte er in Belgrad als erster das Werk Leben und Leiden des Sündigen Sofronij (bulg. „Житие и страдание грешнаго Софрония“) von Sophronius von Wraza.
- Wald-Wanderer (1857) – bulg. „Горски Пътник“ (Gorski Patnik)
- Die Bulgarische Kirchenfrage im Zusammenhang mit den Phanarioten und der große Idee des Panhellenismus. (1860) – bulg. „Българский вероизповеден въпрос с фанариотите и голяма мечтайна идея панелинизма“
- Plan für die Befreiung Bulgariens (1862) – bulg. „План за освобождението на България“
- Unschuldiger Bulgare (bulg. „Неповинен българин“)